# Fleming-Neon (Kentucky)
Fleming-Neon es una ciudad ubicada en el condado de Letcher en el estado estadounidense de Kentucky. En el Censo de 2010 tenía una población de 770 habitantes y una densidad poblacional de 183,97 personas por km².

## Geografía
Fleming-Neon se encuentra ubicada en las coordenadas 37°11′57″N 82°42′11″O / 37.19917, -82.70306. Según la Oficina del Censo de los Estados Unidos, Fleming-Neon tiene una superficie total de 4.19 km², de la cual 4.18 km² corresponden a tierra firme y (0.06%) 0 km² es agua.

## Demografía
Según el censo de 2010, había 770 personas residiendo en Fleming-Neon. La densidad de población era de 183,97 hab./km². De los 770 habitantes, Fleming-Neon estaba compuesto por el 96.88% blancos, el 2.08% eran afroamericanos, el 0.26% eran amerindios, el 0.13% eran asiáticos, el 0% eran isleños del Pacífico, el 0% eran de otras razas y el 0.65% pertenecían a dos o más razas. Del total de la población el 0.26% eran hispanos o latinos de cualquier raza.